# The Coming of Conan
The Coming of Conan (letteralmente "L'arrivo di Conan") è un'antologia di otto racconti fantasy sword and sorcery dello scrittore statunitense Robert E. Howard dedicati a Conan il barbaro e Kull di Valusia. Comprende inoltre la prima parte del saggio pseudo-storico The Hyborian Age in cui sono ambientati i racconti di Conan.
Fu pubblicato in brossura negli Stati Uniti d'America da Gnome Press nel 1953 e nel Regno Unito da Boardman Books nel 1954. Le storie originariamente apparvero negli anni trenta nella rivista fantasy Weird Tales. Questa collezione non è mai stata pubblicata in paperback; tuttavia, i racconti di cui si compone sono stati pubblicati anche su altre raccolte.

## Contenuti
- Introduzione (L. Sprague de Camp)
  - Lettera di Robert E. Howard a Peter Schuyler Miller del 10 marzo 1936
  - Lettera non datata di Howard Phillips Lovecraft a Donald A. Wollheim su L'era hyboriana
- L'era Hyboriana - parte 1 (The Hyborian Age, anni trenta)
- Il regno fantasma (The Shadow Kingdom, 1934), Kull
- Gli specchi di Tuzun Thune (The Mirrors of Tuzun Thune, 1929), Kull
- Il re e la quercia (The King and the Oak, 1939), Kull
- La torre dell'elefante (The Tower of the Elephant, 1933)
- Il Dio nell'urna (The God in the Bowl, 1952 postumo)
- Gli intrusi a palazzo (Rogues in the House, 1934)
- La figlia del gigante dei ghiacci (Gods of the North, 1934)
- La regina della Costa Nera (Queen of the Black Coast, 1934)

### Accoglienza
Il critico del New York Times Villiers Gerson ha elogiato le storie come «insolite fiabe per adulti [con] una verve e uno slancio che raramente si trovano in queste narrazioni 'thud-and-blunder'». P. Schuyler Miller ha elogiato il volume come «alcune tra le migliori imprese fantastiche e sanguinose di Conan il cimmero in un mondo che non è mai esistito».